# Commissaris voor de Welshe taal
De commissaris voor de Welshe taal (Welsh: Comisiynydd y Gymraeg, Engels: Welsh Language Commissioner) is een functionaris die het gebruik van het Welsh moet aanmoedigen en ondersteunen. De huidige taalcommissaris is Efa Gruffudd Jones.

## Ontstaan
Het ambt werd gecreëerd na de goedkeuring van de Welsh Language Measure 2011. De maatregel moet de officiële status van de Welshe taal in Wales versterken en normen vastleggen voor organisaties. Dat moet leiden tot de bepaling van rechten voor Welshsprekers. De functie van de taalcommissaris is politiek onafhankelijk en de ambtstermijn is zeven jaar.
Het werk van de taalcommissaris berust op twee principes:
- Het Welsh mag in Wales niet minder gunstig worden behandeld dan het Engels.
- Mensen moeten hun leven in Wales in het Welsh kunnen leiden als zij dat wensen.

## Taalcommissarissen
- Meri Huws (2012-2019)[[4]
- Aled Roberts (2019-2022)[[5][6]
- Efa Gruffudd Jones (2023-heden)[7]

### Adjunct-commissaris
- Gwenith Price

## Rol van de taalcommissaris
De taalcommissaris heeft de bevoegdheid om:
- het gebruik van het Welsh te stimuleren
- het gebruik van het Welsh te ondersteunen
- erop toe te zien dat het Welsh niet minder gunstig wordt behandeld dan het Engels

Het bevoegdhedenpakket van de taalcommissaris omvat daarnaast ook juridische kwesties, het opstellen van verslagen, onderwijsactiviteiten en aanbevelingen aan de regering van Wales. De maatregel moet de mogelijkheid stimuleren om het Welsh te gebruiken bij de dienstverlening.